# Chuave
Le chuave est une langue Trans–Nouvelle-Guinée de la province de Chimbu, en Papouasie-Nouvelle-Guinée.